# Хитрун Леонід Іванович
Леонід Іванович Хитрун (24 червня 1930, село Новицька-2, тепер Лідського району Гродненської області, Республіка Білорусь — 8 жовтня 2009, місто Москва, Росія) — радянський діяч, заступник голови Ради міністрів Білоруської РСР, голова Державного комітету СРСР із виробничо-технічного забезпечення сільського господарства, міністр машинобудування для тваринництва і кормовиробництва СРСР, 1-й секретар Рязанського обласного комітету КПРС. Член Центральної Ревізійної комісії КПРС у 1981—1986 роках. Кандидат у члени ЦК КПРС у 1986—1990 роках. Член ЦК КПРС у 1990—1991 роках. Депутат Верховної Ради СРСР 11-го скликання. Народний депутат СРСР (1989—1991).

## Життєпис
Народився в селянській родині.
У 1946—1948 роках — тракторист, шофер Лідської машинно-тракторної станції (МТС) Гродненської області.
У 1948—1953 роках — студент Білоруської сільськогосподарської академії, інженер-механік.
У 1953—1955 роках — головний інженер Третьяковської машинно-тракторної станції (МТС) Лідського району Гродненської області.
Член КПРС з 1955 року.
У 1955—1958 роках — головний інженер, у 1958—1959 роках — 1-й заступник начальника Гродненського обласного управління сільського господарства.
У 1959—1960 роках — начальник управління матеріально-технічного постачання і ремонтно-технічних станцій Гродненської області; керуючий Гродненського обласного тресту меліорації.
У 1960—1961 роках — начальник Гродненського обласного управління сільського господарства.
У 1961—1962 роках — голова Гродненського обласного об'єднання «Сільгосптехніка».
У 1962—1971 роках — голова Білоруського республіканського об'єднання «Білсільгосптехніка».
У 1971—1972 роках — заступник голови Ради міністрів Білоруської РСР.
У 1972—1976 роках — 1-й заступник міністра сільського господарства СРСР.
У 1976—1979 роках — заступник голови Ради міністрів Білоруської РСР.
У 1979—1980 роках — заступник завідувача сільськогосподарського відділу ЦК КПРС.
10 жовтня 1980 — 22 листопада 1985 року — голова Державного комітету СРСР із виробничо-технічного забезпечення сільського господарства.
14 січня 1986 — 18 липня 1987 року — міністр машинобудування для тваринництва і кормовиробництва СРСР.
18 липня 1987 — серпень 1991 року — 1-й секретар Рязанського обласного комітету КПРС.
Одночасно у березні 1990 — 1991 року — голова Рязанської обласної ради народних депутатів.
З серпня 1992 року працював в асоціації з ремонту сільськогосподарської техніки у Москві.
Потім — персональний пенсіонер у місті Москві.
Помер 8 жовтня 2009 року. Похований на Кунцевському цвинтарі Москви.

## Нагороди і звання
- орден Жовтневої Революції
- три ордени Трудового Червоного Прапора
- медалі